# Liste der Kulturdenkmäler in Grebenstein

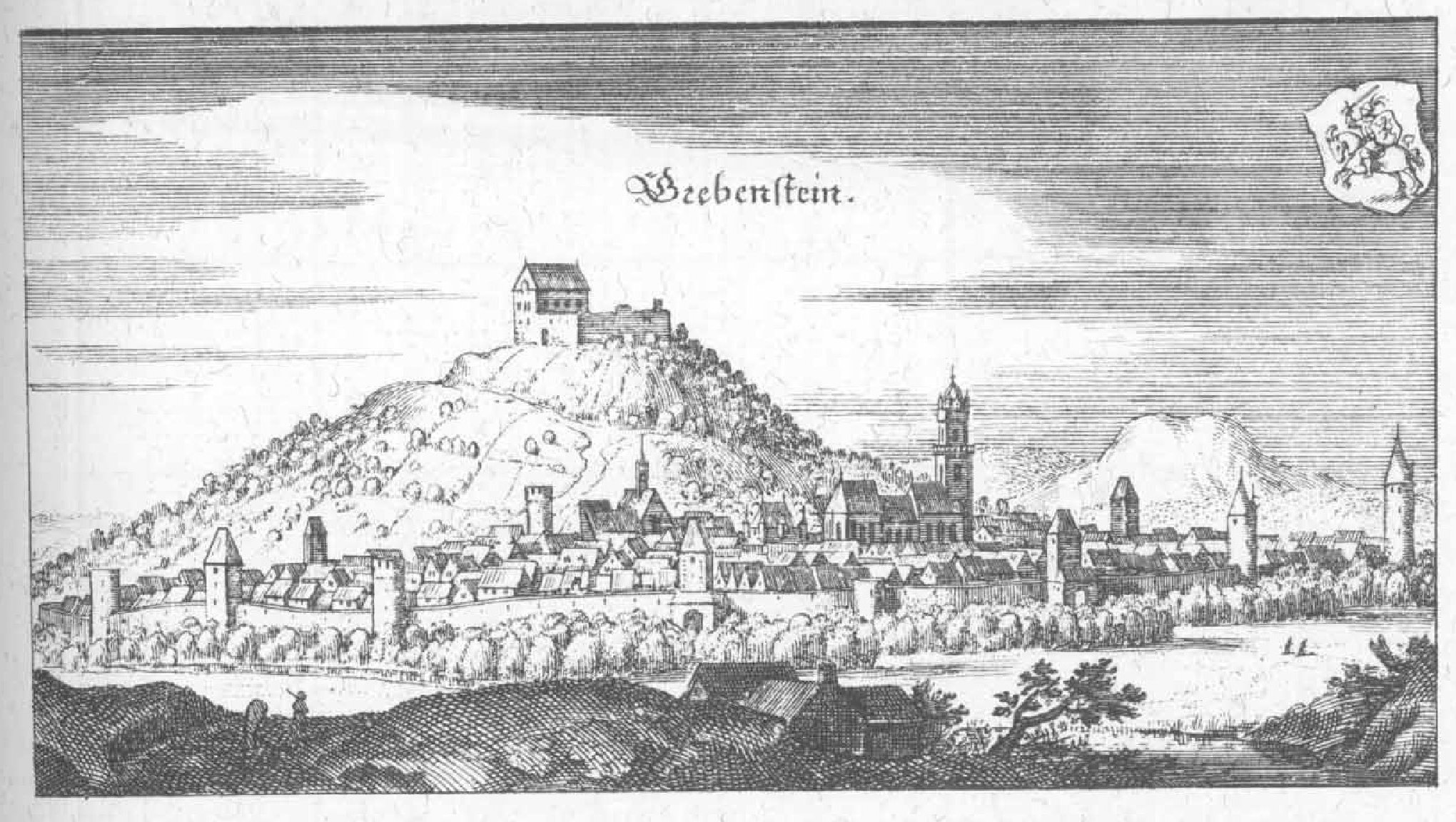
Historische Ansicht der Burg und Stadt aus Topographia Hassiae von Matthäus Merian, 1655

Die folgende Liste enthält die in der Denkmaltopographie ausgewiesenen Kulturdenkmäler auf dem Gebiet  der  Stadt Grebenstein, Landkreis Kassel, Hessen.
Hinweis: Die Reihenfolge der Denkmäler in dieser Liste orientiert sich zunächst an Stadtteilen und anschließend der Anschrift, alternativ ist sie auch nach der Bezeichnung oder der Bauzeit sortierbar.
Kulturdenkmäler werden fortlaufend im Denkmalverzeichnis des Landes Hessen durch das Landesamt für Denkmalpflege Hessen auf Basis des Hessischen Denkmalschutzgesetzes (HDSchG) geführt. Die Schutzwürdigkeit eines Kulturdenkmals hängt nicht von der Eintragung in das Denkmalverzeichnis des Landes Hessen oder der Veröffentlichung in der Denkmaltopographie ab.

## Grebenstein

### Stadtbefestigung
Der Mauerzug der Stadtbefestigung um die Alt- und Neustadt ist zu großen Teilen erhalten. Die Mauerstärke beträgt 1,40 m, die Höhe variiert zwischen 3 m und 6 m. Zunächst wurde die Oberstadt (Altstadt) um 1300 befestigt. Zwischen 1356 und 1370 erhielt die Unterstadt (Neustadt) einen Ummauerung.
Es gab folgende Stadttore:
- Obertor, an der Westseite der Oberstadt, ehemals aus innerem und äußerem Tor bestehend, abgebrochen
- Geismarer Tor, an der Nordseite der Oberstadt, 1800 abgebrochen, zwei Pfeiler markieren die Stelle an der einst das Tor stand
- Niedertor, an der Ostseite der Oberstadt, ehemals aus innerem und äußerem Tor bestehend, abgebrochen
- Immenhäusertor, an der Ostseite der Unterstadt, abgebrochen
- Burgtor, an der Südseite der Unterstadt, spitzbogiger Mauerdurchgang neben dem Burgtorturm
- Schachtener Tor, an der Westseite der Unterstadt, abgebrochen

Vor den 12 Türmen sind folgende erhalten:
- Jungfernturm, um 1300, 40 m hoher Rundturm Lage
- Lindenturm, Rundturm an der Nordwestecke der Oberstadt Lage
- Viereckturm Lage
- Schinderturm, breit gelagerter niedriger Rundturm an der Nordostecke der Oberstadt Lage
- Pulverturm, hoher Rundturm, an der Ostseite der Oberstadt Lage
- Burgtorturm, hoher Rundturm, an der Südseite der Unterstadt Lage
- Eulenturm, hoher Rundturm, an der Westseite der Oberstadt Lage
- Hiltenturm, Turmrest in der Unterstadt Lage

### Gesamtanlage Oberstadt
| Bild                       | Bezeichnung                              | Lage                        | Beschreibung                                     | Bauzeit       | Daten |
| -------------------------- | ---------------------------------------- | --------------------------- | ------------------------------------------------ | ------------- | ----- |
| Grebenstein Altstadt       | Gesamtanlage Oberstadt                   | Lage                        | Die Gesamtanlage umfasst die ummauerte Oberstadt |               |       |
| weitere Bilder             | Längsdielenhaus                          | Bahnhofstraße 1 Lage        |                                                  | 1650 und 1735 |       |
| weitere Bilder             | Längsdielenhaus                          | Bahnhofstraße 3 Lage        |                                                  | um 1665       |       |
| weitere Bilder             | Längsdielenhaus                          | Bahnhofstraße 5 Lage        |                                                  | 1704          |       |
| weitere Bilder             | Längsdielenhaus (ehemalige Pfarrscheune) | Bahnhofstraße 7 Lage        |                                                  |               |       |
| weitere Bilder             | Fachwerkhaus                             | Bahnhofstraße 8 Lage        |                                                  |               |       |
| Bild gesucht BW            | Fachwerkhaus                             | Bahnhofstraße 11 Lage       | abgerissen                                       |               |       |
| Wohnwirtschaftsgebäude     | Wohnwirtschaftsgebäude                   | Bahnhofstraße 12 Lage       |                                                  |               |       |
| weitere Bilder             | Wohnhaus                                 | Bahnhofstraße 13 Lage       |                                                  |               |       |
| weitere Bilder             | Längsdielenhaus                          | Bahnhofstraße 14 Lage       |                                                  |               |       |
| Bild gesucht BW            | Scheune                                  | Blauer Wandstein 1 Lage     |                                                  |               |       |
| Hofanlage                  | Hofanlage                                | Blauer Wandstein 6 Lage     |                                                  |               |       |
| Längsdielenhaus            | Längsdielenhaus                          | Blauer Wandstein 8 Lage     |                                                  |               |       |
| Bauernhaus                 | Bauernhaus                               | Blauer Wandstein 10 Lage    |                                                  |               |       |
| Bild gesucht BW            | Längsdielenhaus                          | Blauer Wandstein 12 Lage    |                                                  |               |       |
| weitere Bilder             | Längsdielenhaus                          | Blauer Wandstein 16 Lage    |                                                  |               |       |
| weitere Bilder             | Längsdielenhaus                          | Eulenbergstraße 3 Lage      |                                                  |               |       |
| weitere Bilder             | Gebäudeteil                              | Eulenbergstraße 4 Lage      |                                                  |               |       |
| Bild gesucht BW            | Längsdielenhaus                          | Freienhof 6 Lage            |                                                  |               |       |
| Bild gesucht BW            | Fachwerkhaus                             | Freienhof 7 Lage            |                                                  |               |       |
| Bild gesucht BW            | Längsdielenhaus                          | Freienhof 8 Lage            |                                                  |               |       |
| Bild gesucht BW            | Gebäudegruppe                            | Freienhof 15 Lage           |                                                  |               |       |
| Bild gesucht BW            | Fachwerkhaus                             | Freienhof 22 Lage           |                                                  |               |       |
| weitere Bilder             | Fachwerkhaus                             | Hochzeitsstraße 1 Lage      |                                                  |               |       |
| weitere Bilder             | Fachwerkhaus                             | Hochzeitsstraße 2 Lage      |                                                  |               |       |
| weitere Bilder             | Fachwerkhaus                             | Hochzeitsstraße 4 Lage      |                                                  |               |       |
| weitere Bilder             | Fachwerkhaus                             | Hochzeitsstraße 6 Lage      |                                                  |               |       |
| weitere Bilder             | Gebäudegruppe                            | Hofgeismarer Straße 1 Lage  |                                                  |               |       |
| Längsdielenhaus            | Längsdielenhaus                          | Hofgeismarer Straße 4 Lage  |                                                  |               |       |
| weitere Bilder             | Längsdielenhaus                          | Hofgeismarer Straße 6 Lage  |                                                  |               |       |
| Ehemaliges Längsdielenhaus | Ehemaliges Längsdielenhaus               | Hofgeismarer Straße 8 Lage  |                                                  |               |       |
| Fachwerkhaus               | Fachwerkhaus                             | Hofgeismarer Straße 10 Lage |                                                  |               |       |
| weitere Bilder             | Rathaus                                  | Marktplatz 1 Lage           |                                                  |               |       |
| Fachwerkhaus               | Fachwerkhaus                             | Marktplatz 2 Lage           |                                                  |               |       |
| Längsdielenhaus            | Längsdielenhaus                          | Marktplatz 3 Lage           |                                                  |               |       |
| Längsdielenhaus            | Längsdielenhaus                          | Marktplatz 4 Lage           |                                                  |               |       |
| Längsdielenhaus            | Längsdielenhaus                          | Marktplatz 5 Lage           |                                                  |               |       |
| Längsdielenhaus            | Längsdielenhaus                          | Marktstraße 5 Lage          |                                                  |               |       |
| Längsdielenhaus            | Längsdielenhaus                          | Marktstraße 10 Lage         |                                                  |               |       |
| weitere Bilder             | Evangelische Stadtkirche                 | Marktstraße 13 Lage         |                                                  |               |       |
| Ehemaliges Längsdielenhaus | Ehemaliges Längsdielenhaus               | Marktstraße 16 Lage         |                                                  |               |       |
| Längsdielenhaus            | Längsdielenhaus                          | Marktstraße 18 Lage         |                                                  |               |       |
| Längsdielenhaus            | Längsdielenhaus                          | Marktstraße 20 Lage         |                                                  |               |       |
| Ehemaliges Längsdielenhaus | Ehemaliges Längsdielenhaus               | Marktstraße 22 Lage         |                                                  |               |       |
| Fachwerkhaus               | Fachwerkhaus                             | Marktstraße 24 Lage         |                                                  |               |       |
| Fachwerkhaus               | Fachwerkhaus                             | Marktstraße 26 Lage         |                                                  |               |       |
| Längsdielenhaus            | Längsdielenhaus                          | Marktstraße 28 Lage         |                                                  |               |       |
| Quersdielenhaus            | Quersdielenhaus                          | Obere Hofstraße 2 Lage      |                                                  |               |       |
| Bild gesucht BW            | Fachwerkhaus                             | Obere Hofstraße 3 Lage      |                                                  |               |       |
| Bild gesucht BW            | Fachwerkhaus                             | Obere Hofstraße 4 Lage      |                                                  |               |       |
| Bild gesucht BW            | Fachwerkhaus                             | Obere Hofstraße 5 Lage      |                                                  |               |       |
| Bild gesucht BW            | Hofanlage                                | Obere Hofstraße 11 Lage     |                                                  |               |       |
| Bild gesucht BW            | Wirtschaftsgebäude                       | Obere Hofstraße 13 Lage     |                                                  |               |       |
| Bild gesucht BW            | Erntennenhaus                            | Obere Schnurstraße 1 Lage   |                                                  |               |       |
| Bild gesucht BW            | Längsdielenhaus                          | Obere Schnurstraße 3 Lage   |                                                  |               |       |
| Bild gesucht BW            | Fachwerkhaus                             | Obere Schnurstraße 6 Lage   |                                                  |               |       |
| Bild gesucht BW            | Längsdielenhaus                          | Obere Schnurstraße 8 Lage   |                                                  |               |       |
| Ehemaliges Längsdielenhaus | Ehemaliges Längsdielenhaus               | Obere Schnurstraße 15 Lage  |                                                  |               |       |
| Hofanlage                  | Hofanlage                                | Obere Schnurstraße 20 Lage  |                                                  |               |       |
| Ständerbau                 | Ständerbau                               | Obere Schnurstraße 22 Lage  |                                                  |               |       |
| Rähmbau                    | Rähmbau                                  | Obere Schnurstraße 26 Lage  |                                                  |               |       |
| Fachwerkhaus               | Fachwerkhaus                             | Obere Schnurstraße 28 Lage  |                                                  |               |       |
| Fachwerkhaus               | Fachwerkhaus                             | Obere Strohstraße 2 Lage    |                                                  |               |       |
| Querdielenhaus             | Querdielenhaus                           | Obere Strohstraße 3 Lage    |                                                  |               |       |
| Ehemaliges Querdielenhaus  | Ehemaliges Querdielenhaus                | Obere Strohstraße 6 Lage    |                                                  |               |       |
| Bild gesucht BW            | Längsdielenhaus                          | Obere Strohstraße 7 Lage    |                                                  |               |       |
| Bild gesucht BW            | Wohnhaus                                 | Obere Strohstraße 9 Lage    |                                                  |               |       |
| Scheune                    | Scheune                                  | Obere Strohstraße 11 Lage   |                                                  |               |       |
| Bild gesucht BW            | Rähmbau                                  | Obere Strohstraße 13 Lage   |                                                  |               |       |
| Rähmbau                    | Rähmbau                                  | Obere Strohstraße 23 Lage   |                                                  |               |       |
| Längsdielenhaus            | Längsdielenhaus                          | Obere Strohstraße 27 Lage   |                                                  |               |       |
| Fachwerkrähmbau            | Fachwerkrähmbau                          | Obere Strohstraße 29 Lage   |                                                  |               |       |
| Längsdielenhaus            | Längsdielenhaus                          | Obertor 1 Lage              |                                                  |               |       |
| Fachwerkhaus               | Fachwerkhaus                             | Untere Hofstraße 1 Lage     |                                                  |               |       |
| Wohnwirtschaftsgebäude     | Wohnwirtschaftsgebäude                   | Untere Hofstraße 2 Lage     |                                                  |               |       |
| Längsdielenhaus            | Längsdielenhaus                          | Untere Hofstraße 8 Lage     |                                                  |               |       |
| Längsdielenhaus            | Längsdielenhaus                          | Untere Hofstraße 13 Lage    |                                                  |               |       |
| Bild gesucht BW            | Hochzeitshaus                            | Untere Schnurstraße 2 Lage  |                                                  |               |       |
| Bild gesucht BW            | Fachwerkhaus                             | Untere Schnurstraße 4 Lage  |                                                  |               |       |
| Bild gesucht BW            | Ehemalige Flurquerdielenhaus             | Untere Schnurstraße 6 Lage  |                                                  |               |       |
| Bild gesucht BW            | Wohnhaus                                 | Untere Schnurstraße 8 Lage  |                                                  |               |       |
| Bild gesucht BW            | Längsdielenhaus                          | Untere Strohstraße 2 Lage   |                                                  |               |       |
| Bild gesucht BW            | Fachwerkhaus                             | Untere Strohstraße 3 Lage   |                                                  |               |       |
| Bild gesucht BW            | Längsdielenhaus                          | Untere Strohstraße 4 Lage   |                                                  |               |       |
| Bild gesucht BW            | Ständerbau                               | Untere Strohstraße 5 Lage   |                                                  |               |       |
| Fachwerkhaus               | Fachwerkhaus                             | Untere Strohstraße 6 Lage   |                                                  |               |       |
| Bild gesucht BW            | Fachwerkhaus                             | Untere Strohstraße 7 Lage   |                                                  |               |       |
| Längsdielenhaus            | Längsdielenhaus                          | Untere Strohstraße 8 Lage   |                                                  |               |       |
| Fachwerkhaus               | Fachwerkhaus                             | Untere Strohstraße 9 Lage   |                                                  |               |       |
| Ehemaliges Längsdielenhaus | Ehemaliges Längsdielenhaus               | Untere Strohstraße 10 Lage  |                                                  |               |       |
| Längsdielenhaus            | Längsdielenhaus                          | Untere Strohstraße 13 Lage  |                                                  |               |       |
| Fachwerkhaus               | Fachwerkhaus                             | Untere Strohstraße 14 Lage  |                                                  |               |       |

### Gesamtanlage Unterstadt
| Bild                                           | Bezeichnung                                    | Lage                       | Beschreibung | Bauzeit | Daten |
| ---------------------------------------------- | ---------------------------------------------- | -------------------------- | --- | ------- | ----- |
| Gesamtanlage Unterstadt (Neustadt)             | Gesamtanlage Unterstadt (Neustadt)             | Lage                       | |         |       |
| Fragmente der alten Eisenbahnlinie im Ortskern | Fragmente der alten Eisenbahnlinie im Ortskern | Am Graben Lage             | Bahndamm mit kleiner Brücke über den Mühlgraben, Brücke über die Esse und Güterschuppen in Wesersandstein                                       |         |       |
| Mühlenanlage                                   | Mühlenanlage                                   | Bahnhofstraße 18 Lage      | |         |       |
| Bild gesucht BW                                | Nachfolgebau des mittelalterlichen Hospitals   | Bahnhofstraße 19 Lage      | |         |       |
| Fachwerkhaus                                   | Fachwerkhaus                                   | Burgtor 1 Lage             | |         |       |
| Bild gesucht BW                                | Ehemaliges Längsdielenhaus                     | Eulenberg 4 Lage           | |         |       |
| Bild gesucht BW                                | Fachwerkhaus                                   | Eulenberg 5 Lage           | |         |       |
| Wohn- und Geschäftshaus                        | Wohn- und Geschäftshaus                        | Hochzeitsberg 2 Lage       | |         |       |
| Längsdielenhaus                                | Längsdielenhaus                                | Hochzeitsberg 5 Lage       | aka Haus Höhn. Niederdeutsch geprägtes Fachwerk, unten ähnlich bäuerliche Hallenhäuser, oben städtische Bauweise.                               | 1429 d  |       |
| Längsdielenhaus                                | Längsdielenhaus                                | Höllegasse 9 Lage          | |         |       |
| Bild gesucht BW                                | Fachwerkhaus                                   | Höpperstraße 14 Lage       | |         |       |
| Bild gesucht BW                                | Ehemaliges Längsdielenhaus                     | Höpperstraße 15 Lage       | |         |       |
| Bild gesucht BW                                | Längsdielenhaus                                | Höpperstraße 20 Lage       | |         |       |
| Bild gesucht BW                                | Fachwerkhaus                                   | Leimberg 4 Lage            | |         |       |
| Fachwerkhaus                                   | Fachwerkhaus                                   | Schachtener Straße 1 Lage  | |         |       |
| Bild gesucht BW                                | Gebäudegruppe                                  | Schachtener Straße 4 Lage  | |         |       |
| Bild gesucht BW                                | Fachwerkhaus                                   | Schachtener Straße 5 Lage  | |         |       |
| Bild gesucht BW                                | Wohnwirtschaftsgebäude                         | Schachtener Straße 7 Lage  | |         |       |
| Bild gesucht BW                                | Längsdielenhaus                                | Schachtener Straße 9 Lage  | |         |       |
| Bild gesucht BW                                | Längsdielenhaus                                | Schachtener Straße 10 Lage | |         |       |
| Bild gesucht BW                                | Haus Leck (Heimatmuseum)                       | Schachtener Straße 11 Lage | Fachwerkhaus mit steilem Dach aus Wesersandsteinplatten, befahrbare Diele mit gestampftem Lehmfußboden; seit 1984 Ackerbürgermuseum Grebenstein | 1431    |       |
| Bild gesucht BW                                | Wohnwirtschaftsgebäude                         | Schachtener Straße 12 Lage | |         |       |
| Bild gesucht BW                                | Gefängnis der Stadt Grebenstein                | Schachtener Straße 17 Lage | |         |       |
| Bild gesucht BW                                | Längsdielenhaus                                | Steinweg 2 Lage            | |         |       |
| Wohnwirtschaftsgebäude                         | Wohnwirtschaftsgebäude                         | Steinweg 4 Lage            | |         |       |
| Gebäudegruppe                                  | Gebäudegruppe                                  | Steinweg 6 Lage            | |         |       |
| Verputztes Fachwerkgebäude                     | Verputztes Fachwerkgebäude                     | Steinweg 8 Lage            | |         |       |
| Gebäudegruppe                                  | Gebäudegruppe                                  | Steinweg 9 Lage            | |         |       |
| Gebäudegruppe                                  | Gebäudegruppe                                  | Steinweg 11 Lage           | |         |       |
| Längsdielenhaus                                | Längsdielenhaus                                | Steinweg 14 Lage           | |         |       |
| Fachwerkhaus                                   | Fachwerkhaus                                   | Steinweg 16 Lage           | |         |       |
| Eckhaus                                        | Eckhaus                                        | Udenhäuser Straße 1 Lage   | |         |       |
| Längsdielenhaus                                | Längsdielenhaus                                | Udenhäuser Straße 2 Lage   | |         |       |
| Bild gesucht BW                                | Längsdielenhaus                                | Udenhäuser Straße 3 Lage   | |         |       |
| Bild gesucht BW                                | Querdielenhaus                                 | Udenhäuser Straße 7 Lage   | |         |       |
| Bild gesucht BW                                | Ehemaliges Längsdielenhaus                     | Udenhäuser Straße 16 Lage  | |         |       |
| Bild gesucht BW                                | Längsdielenhaus                                | Udenhäuser Straße 18 Lage  | |         |       |
| Bild gesucht BW                                | Querdielenhaus                                 | Udenhäuser Straße 20 Lage  | |         |       |
| Bild gesucht BW                                | Fachwerkscheune                                | Udenhäuser Straße 22 Lage  | |         |       |
| Backsteinhaus                                  | Backsteinhaus                                  | Udenhäuser Straße 23 Lage  | |         |       |
| Wohnhaus                                       | Wohnhaus                                       | Udenhäuser Straße 27 Lage  | |         |       |

### Außerhalb der Gesamtanlagen
| Bild                  | Bezeichnung           | Lage                                 | Beschreibung | Bauzeit | Daten |
| --------------------- | --------------------- | ------------------------------------ | ------------ | ------- | ----- |
| Bahnhof               | Bahnhof               | Bahnhof 1 Lage                       |              |         |       |
| weitere Bilder        | Burgruine             | Außerhalb der Stadt im Süden Lage    |              |         |       |
| Bild gesucht BW       | Gut Kressenbrunnen    | Kressenbrunner Weg 1,3,4 Lage        |              |         |       |
| Putzbau               | Putzbau               | Hofgeismarer Straße 16 Lage          |              |         |       |
| Landhaus              | Landhaus              | Hofgeismarer Straße 18 Lage          |              |         |       |
| Gutshof Oberhaldessen | Gutshof Oberhaldessen | Lage                                 |              |         |       |
| Kirchenruine          | Kirchenruine          | neben dem Gutshof Oberhaldessen Lage |              |         |       |
| Bild gesucht BW       | Melchershof           | Lage                                 |              |         |       |

## Schachten
| Bild                           | Bezeichnung                    | Lage                                             | Beschreibung | Bauzeit | Daten |
| ------------------------------ | ------------------------------ | ------------------------------------------------ | ------------ | ------- | ----- |
| Gesamtanlage Gutshof Schachten | Gesamtanlage Gutshof Schachten | Am Rittergut 20 Lage                             |              |         |       |
| Bild gesucht BW                | Ständerbau                     | Am Anger 6 Lage                                  |              |         |       |
| Bild gesucht BW                | Putzbau                        | Am Anger 9 LageFlur: 9, Flurstück: 14/1          |              |         |       |
| Bild gesucht BW                | Längsdielenhaus                | Am Rittergut 4 Lage                              |              |         |       |
| Bild gesucht BW                | Herrenhaus                     | Am Rittergut 20 Lage                             |              |         |       |
| Bild gesucht BW                | Altes Herrenhaus               | Am Rittergut 20 Lage                             |              |         |       |
| Bild gesucht BW                | Verwalterhaus                  | Am Rittergut 20 Lage                             |              |         |       |
| Bild gesucht BW                | Scheunengebäude                | Am Rittergut 20 Lage                             |              |         |       |
| Bild gesucht BW                | Wohnwirtschaftsgebäude         | Am Rittergut 20 Lage                             |              |         |       |
| Bild gesucht BW                | Herrenhof                      | Am Rittergut 20 Lage                             |              |         |       |
| Bild gesucht BW                | Rähmbau                        | Die Trift 3 Lage                                 |              |         |       |
| Bild gesucht BW                | Evangelische Kirche            | Die Trift 15 Lage                                |              |         |       |
| Bild gesucht BW                | Wirtschaftsgebäude             | Grebensteiner Straße 27 (neue Hausnummer 9) Lage |              |         |       |
| Bild gesucht BW                | Schule                         | Mittelweg 1 Lage                                 |              |         |       |

## Udenhausen
| Bild            | Bezeichnung                | Lage                        | Beschreibung | Bauzeit | Daten |
| --------------- | -------------------------- | --------------------------- | ------------ | ------- | ----- |
| Bild gesucht BW | Gesamtanlage Udenhausen    | Lage                        |              |         |       |
| Bild gesucht BW | Längsdielenhaus            | Ecke 4 Lage                 |              |         |       |
| Bild gesucht BW | Längsdielenhaus            | Ecke 6 Lage                 |              |         |       |
| Bild gesucht BW | Querdielenhaus             | Ecke 8 Lage                 |              |         |       |
| Bild gesucht BW | Wohnwirtschaftsgebäude     | Ecke 14 Lage                |              |         |       |
| Bild gesucht BW | Flurquerdielenhaus         | Ecke 18 Lage                |              |         |       |
| Bild gesucht BW | Wohnhaus                   | Ecke 20 Lage                |              |         |       |
| Bild gesucht BW | Längsdielenhaus            | Kirchplatz 1 Lage           |              |         |       |
| Bild gesucht BW | Fachwerkhaus               | Kirchplatz 2 Lage           |              |         |       |
| Bild gesucht BW | Querdielenhaus             | Kirchplatz 3 und 5 Lage     |              |         |       |
| Bild gesucht BW | Evangelische Filialkirche  | Kirchplatz Lage             |              |         |       |
| Bild gesucht BW | Querdielenhaus             | Kirchplatz 4 Lage           |              |         |       |
| Bild gesucht BW | Rähmbau                    | Kirchplatz 7 Lage           |              |         |       |
| Bild gesucht BW | Flurquerdielenhaus         | Kirchplatz 8 Lage           |              |         |       |
| Bild gesucht BW | Rähmbau                    | Kirchplatz 9 Lage           |              |         |       |
| Bild gesucht BW | Flurquerdielenhaus         | Mittelstraße 1 Lage         |              |         |       |
| Bild gesucht BW | Wohnwirtschaftsgebäude     | Mittelstraße 9 Lage         |              |         |       |
| Bild gesucht BW | Ehemaliges Längsdielenhaus | Mittelstraße 10 Lage        |              |         |       |
| Bild gesucht BW | Querdielenhaus             | Mittelstraße 16 Lage        |              |         |       |
| Bild gesucht BW | Doppelhaus                 | Mittelstraße 27 und 29 Lage |              |         |       |
| Bild gesucht BW | Querdielenhaus             | Mittelstraße 31 Lage        |              |         |       |
| Bild gesucht BW | Längsdielenhaus            | Oberstraße 2 Lage           |              |         |       |
| Bild gesucht BW | Querdielenhaus             | Oberstraße 5 Lage           |              |         |       |
| Bild gesucht BW | Querdielenhaus             | Oberstraße 12 und 14 Lage   |              |         |       |
| Bild gesucht BW | Längsdielenhaus            | Oberstraße 20 Lage          |              |         |       |
| Bild gesucht BW | Querdielenhaus             | Oberstraße 22 Lage          |              |         |       |
| Bild gesucht BW | Ehemaliges Querdielenhaus  | Oberstraße 24 Lage          |              |         |       |
| Bild gesucht BW | Querdielenhaus             | Oberstraße 26 Lage          |              |         |       |
| Bild gesucht BW | Wohnwirtschaftsgebäude     | Oberstraße 28 Lage          |              |         |       |
| Bild gesucht BW | Längsdielenhaus            | Wegelange 8 Lage            |              |         |       |
| Bild gesucht BW | Wohngebäude                | Wegelange 11 Lage           |              |         |       |
| Bild gesucht BW | Querdielenhaus             | Wegelange 18 und 20 Lage    |              |         |       |

## Burguffeln
| Bild            | Bezeichnung                    | Lage                         | Beschreibung | Bauzeit | Daten |
| --------------- | ------------------------------ | ---------------------------- | ------------ | ------- | ----- |
| weitere Bilder  | Gesamtanlage Domäne Burguffeln | Grebensteiner Weg 1 Lage     |              |         |       |
| Bild gesucht BW | Fachwerkhaus                   | Am Berg 1 Lage               |              |         |       |
| Bild gesucht BW | Wohnhaus                       | Am Wasser 2 Lage             |              |         |       |
| Bild gesucht BW | Querdielenhaus                 | Am Wasser 7 Lage             |              |         |       |
| Bild gesucht BW | Querdielenhaus                 | Bremer Straße 5 Lage         |              |         |       |
| Bild gesucht BW | Wohnwirtschaftsgebäude         | Bremer Straße 6 Lage         |              |         |       |
| Bild gesucht BW | Wohnwirtschaftsgebäude         | Bremer Straße 7 Lage         |              |         |       |
| Bild gesucht BW | Rähmbau                        | Bremer Straße 9 Lage         |              |         |       |
| Bild gesucht BW | Doppelwohnhaus                 | Bremer Straße 8 und 10 Lage  |              |         |       |
| Bild gesucht BW | Fachwerkhaus                   | Bremer Straße 11 Lage        |              |         |       |
| Bild gesucht BW | Rähmbau                        | Bremer Straße 12 Lage        |              |         |       |
| Bild gesucht BW | Flurquerdielenhaus             | Bremer Straße 14 Lage        |              |         |       |
| Bild gesucht BW | Wohnhaus                       | Bremer Straße 16 Lage        |              |         |       |
| Bild gesucht BW | Längsdielenhaus                | Bremer Straße 22 Lage        |              |         |       |
| Bild gesucht BW | Fachwerkhaus Bremer Straße 24  | Bremer Straße 24 Lage        |              |         |       |
| Bild gesucht BW | Sandsteinbrücke                | Bremer Straße Lage           |              |         |       |
| Bild gesucht BW | Lindenmühle                    | Straße nach Immenhausen Lage |              |         |       |